# Жов'ян Едіґер
Жов'ян Едіґер (17 грудня 1990 , Reinach, Ааргау ) - швейцарський лижник, учасник Олімпійських ігор і чемпіонатів світу. Спеціаліст зі спринтерських перегонів.

## Кар'єра
У Кубку світу Едіґер дебютував 13 грудня 2009 року, у березні 2013 року вперше потрапив до десятки найкращих на етапі Кубка світу, у спринті. 7 лютого 2021 року вперше потрапив до трійки найкращих на етапі Кубка світу — у командному спринті разом із Романом Фурґером Едіґер посів 2-ге місце. Найкраще досягнення Едіґера у загальному заліку Кубка світу - 48-ме місце у сезоні 2017-2018.
На Олімпійських іграх 2014 року в Сочі посів 47-ме місце в спринті вільним стилем. На Олімпійських іграх 2018 року посів 18-ме місце в спринті класичним стилем.
За свою кар'єру взяв участь у п'яти поспіль чемпіонатах світу (2013, 2015, 2017, 2019, 2021), найкращий результат – дев'яте місце в командному спринті у 2017 та 2021 роках.
Використовує лижі та черевики виробництва фірми Rossignol.

## Результати за кар'єру
Усі результати наведено за даними Міжнародної федерації лижного спорту.

### Олімпійські ігри
| Рік  | Вік | 15 км індивідуальні пер. | 30 км скіатлон | 50 км мас-старт | Спринт | 4 × 10 км естафета | Командна першість спринт |
| ---- | --- | ------------------------ | -------------- | --------------- | ------ | ------------------ | ------------------------ |
| 2014 | 23  | —                        | —              | —               | 47     | —                  | —                        |
| 2018 | 27  | —                        | —              | —               | 19     | —                  | —                        |

### Чемпіонати світу
| Рік  | Вік | 15 км індивідуальні пер. | 30 км скіатлон | 50 км мас-старт | Спринт | 4 × 10 км естафета | Командна першість спринт |
| ---- | --- | ------------------------ | -------------- | --------------- | ------ | ------------------ | ------------------------ |
| 2013 | 22  | —                        | —              | —               | 25     | —                  | —                        |
| 2015 | 24  | —                        | —              | —               | 21     | —                  | —                        |
| 2017 | 26  | —                        | —              | —               | 11     | —                  | 9                        |
| 2019 | 28  | —                        | —              | —               | 35     | —                  | 11                       |
| 2021 | 30  | —                        | —              | —               | 12     | —                  | 9                        |

### Кубки світу

#### Підсумкові місця в Кубку світу за роками
| Сезон | Вік | Місце в дисципліні | Місце в дисципліні | Місце в дисципліні | Місце в Скі Тур | Місце в Скі Тур | Місце в Скі Тур | Місце в Скі Тур   | Місце в Скі Тур |
| Сезон | Вік | Загалом            | Дистанція          | Спринт             | Nordic Opening  | Тур де Скі      | Скі Тур 2020    | Фінал Кубка світу | Скі Тур Канада  |
| ----- | --- | ------------------ | ------------------ | ------------------ | --------------- | --------------- | --------------- | ----------------- | --------------- |
| 2010  | 19  | НК                 | —                  | НК                 | Н/Д             | —               | Н/Д             | —                 | Н/Д             |
| 2011  | 20  | НК                 | —                  | НК                 | —               | —               | Н/Д             | —                 | Н/Д             |
| 2012  | 21  | 141                | —                  | 86                 | —               | —               | Н/Д             | —                 | Н/Д             |
| 2013  | 22  | 70                 | —                  | 31                 | —               | —               | Н/Д             | —                 | Н/Д             |
| 2014  | 23  | 69                 | НК                 | 29                 | НФ              | —               | Н/Д             | —                 | Н/Д             |
| 2015  | 24  | 106                | НК                 | 51                 | НФ              | —               | Н/Д             | Н/Д               | Н/Д             |
| 2016  | 25  | 51                 | НК                 | 20                 | НФ              | НФ              | Н/Д             | Н/Д               | НФ              |
| 2017  | 26  | 55                 | НК                 | 21                 | —               | НФ              | Н/Д             | 55                | Н/Д             |
| 2018  | 27  | 48                 | НК                 | 19                 | НФ              | НФ              | Н/Д             | —                 | Н/Д             |
| 2019  | 28  | 59                 | НК                 | 27                 | НФ              | НФ              | Н/Д             | НФ                | Н/Д             |
| 2020  | 29  | 59                 | НК                 | 23                 | НФ              | НФ              | —               | Н/Д               | Н/Д             |
| 2021  | 30  | 45                 | НК                 | 12                 | НФ              | НФ              | Н/Д             | Н/Д               | Н/Д             |

#### П'єдестали в командних дисциплінах
- 1 п'єдестал – (1 КС)

| № | Сезон   | Дата          | Місце пров.          | Перегони                      | Рівень      | Місце | Тов. по команді |
| - | ------- | ------------- | -------------------- | ----------------------------- | ----------- | ----- | --------------- |
| 1 | 2020–21 | 7 лютого 2021 | Ульрісегамн (Швеція) | 6 × 1,5 км командний спринт В | Кубок світу | 2-ге  | Фурґер          |